# Бойня на Хайфском нефтеперегонном комбинате

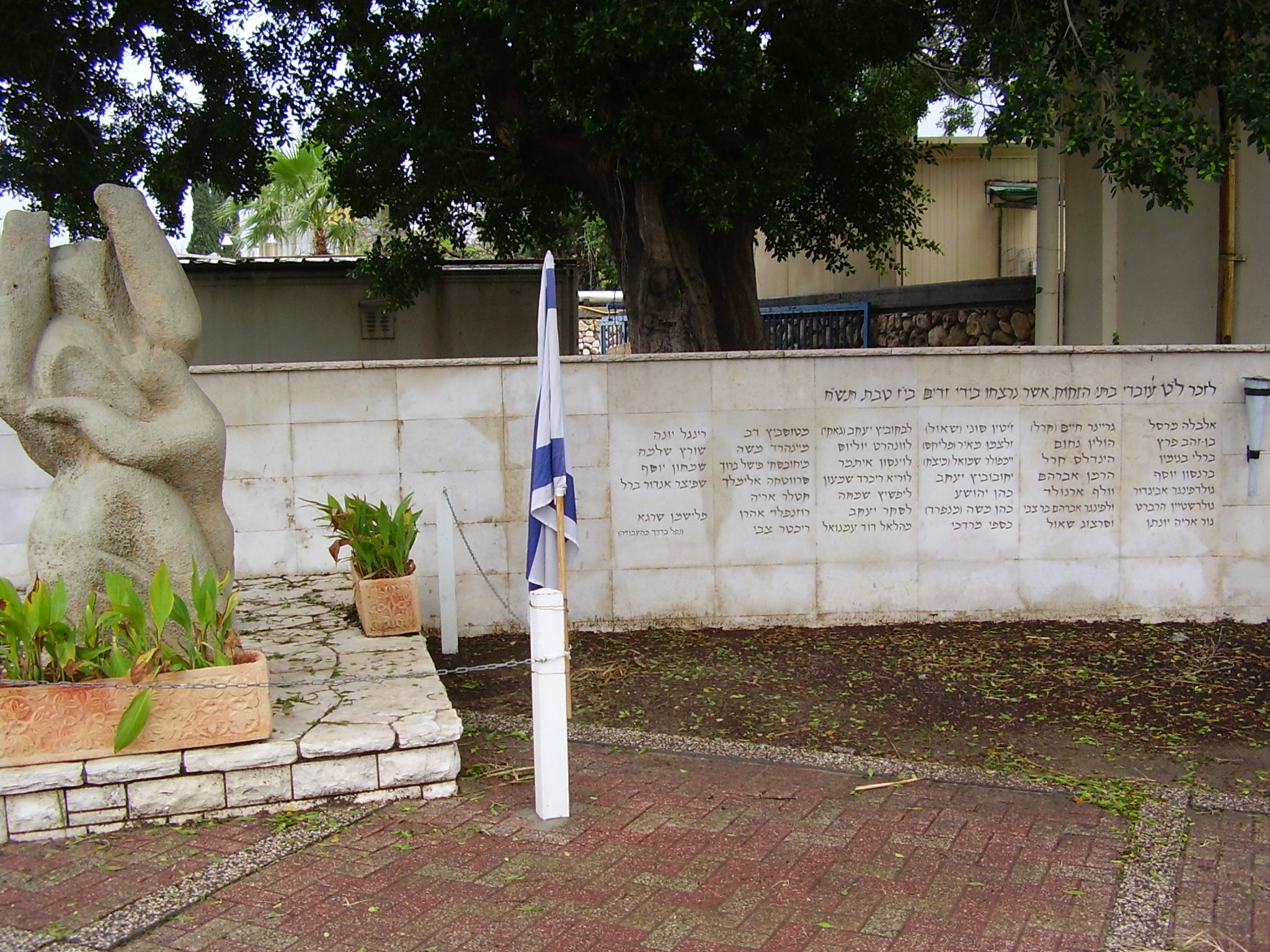
Мемориал на НПЗ в Хайфе.

Бойня на нефтеперегонном комбинате в Хайфе (англ. Haifa Oil Refinery massacre, ивр. טבח בתי הזיקוק‎, араб. مذبحة مصفى حيفا‎) — эпизод арабо-израильского конфликта в подмандатной Палестине. В ходе вспышки насилия со стороны арабских рабочих и жителей соседних арабских деревень 30 декабря 1947 года был убит 41 и ранены около 50 еврейских рабочих этого предприятия.

## Предшествующие события
После того, как 29 ноября 1947 года Организация Объединённых Наций приняла решение о создании на территории Палестины двух национальных государств, вооруженная борьба между арабским и еврейским населением Палестины обострилась. Стычки происходили и в известной как центр мирного еврейско-арабского сосуществования Хайфе, где боевые отряды с обеих сторон совершали нападения на мирное население, обычно объявляя их «акциями возмездия» за аналогичные действия противника. Например, только за один день, 24 декабря, 4 еврея были убиты арабскими снайперами, в ответных атаках были убиты 4 араба.
К концу декабря было нарушено автобусное сообщение между еврейским районом Адар ха-Кармель и промышленной зоной Хайфы: еврейский транспорт обстреливался арабскими боевиками из Нижнего города Хайфы и прилегавшей к промзоне деревни Балад аш-Шейх. По данным историка Шимона Бримана, одновременно арабские боевики готовились к захвату одного из главных предприятий Хайфы — нефтеперегонного комбината, на котором на тот момент работали 1800 арабов, 460 евреев и 60 британцев, и у ворот предприятия дежурили пикеты «Арабского легиона».
Израильский «новый историк» Илан Паппе пишет,  что с начала декабря 1947 года арабские районы, расположенные у горы Кармель, подвергались постоянным обстрелам из еврейских районов, расположенных выше по склону. Кроме того, сверху на арабские районы сбрасывали бочки с взрывчаткой, а по улицам сливали смесь бензина и масла, которую поджигали. Когда напуганные арабы пытались потушить эти огненные потоки, по ним сверху открывался пулемётный огонь.  По мнению Паппе, эти нападения со стороны евреев усилили напряжённость во взаимоотношениях между арабскими и еврейскими рабочими на НПЗ в Хайфе.

## 30 декабря 1947 года
Утром 30 декабря боевики еврейской организации «Эцель» («Иргун Цваи Леуми») бросили с проезжающей мимо нефтеперегонного завода машины три гранаты в группу арабских подённых рабочих, стоявших у входа на завод. Шесть человек были убиты, более сорока получили ранения. После этого арабские рабочие и жители Балад аш-Шейха сломали ворота завода, ворвались на его территорию и начали избиение еврейских рабочих. Инженер-химик Эфраим Глейзер так описывает эти события:

Большая арабская толпа проломила ворота и устремилась по заводу с криками «Аллах акбар!» и «Йитбах иль-яхуд!» («Смерть евреям!»). Рабочие-арабы достали заранее приготовленные ломы, молотки и железные трубы. Еврейских рабочих и служащих забивали на месте до смерти. Британские чиновники закрылись в канцелярии, не вызвав даже британскую полицию.

В ходе бойни 41 еврейский рабочий был убит, 49 получили ранения. Британские войска и полиция прибыли и навели порядок лишь через полтора часа.
Согласно докладу комиссии Еврейского агентства, в ходе бойни часть арабских рабочих укрывала еврейских рабочих от расправы. Комиссия также пришла к выводу, что погром на предприятии не был спланирован заранее. В расположенном неподалёку депо некоторые работники-арабы, услышав о смерти арабов, погибших от бомбы «Эцеля», тоже хотели начать избиение еврейских рабочих, но арабским профсоюзным лидерам удалось предотвратить насилие.

## Последующие события
Хотя руководство Ишува публично осудило действия боевиков «Эцеля», послужившие поводом к началу бойни, оно отдало приказ об акции возмездия. Через некоторое время бойцы «Хаганы» атаковали Балад аш-Шейх. Вместе с еврейскими рабочими, свидетелями арабского погрома на заводе, они обошли дома этой деревни, опознанные участники нападения выводились на улицу и тут же расстреливались.  Согласно ряду «новых историков» (Бенни Моррис, Илан Паппе), на самом деле был отдан приказ «убить как можно больше взрослых мужчин», но не трогать женщин и детей. Бенни Моррис указывает, что, по разным отчётам «Хаганы», в результате атаки в Балад аш-Шейхе были убиты от 21 до 70 жителей, в том числе несколько женщин и детей; официальные источники сообщали на следующий день о семнадцати убитых. «Хагана» потеряла в этих событиях троих человек.
Одновременно с атакой на Балад аш-Шейх была атакована также деревня Хавасса, куда тоже вели следы погромщиков. Однако в деревне не оказалось ни одного мужчины, а только женщины и дети, которым не было причинено вреда. Илан Паппе сообщает, что отряды «Хаганы» вошли и в арабский район Хайфы Вади-Рушмийя (где, как до погрома на заводе, так и после него обстреливался транспорт с еврейскими рабочими), взорвали дома и изгнали его население. Нападения «Пальмаха» на арабские районы, взрывы домов и изгнания жителей продолжились и в начале января; по мнению Илана Паппе, они происходили на волне импульса, созданного бойней на НПЗ. 
Кроме того, руководство «Хаганы» приняло решение похитить одного из лидеров хайфского отделения «Эцель», Моше Леви. В ответ «Эцель» похитил старшего офицера «Хаганы» Гедалью Каминского-Эвена. Каминский некоторое время содержался дома у члена «Эцеля» Едидьи Сегаля, который затем в свою очередь был захвачен «Хаганой» для допроса. Уже после взаимного освобождения Леви и Каминского Сегаль продолжал оставаться под стражей, а впоследствии был найден мёртвым недалеко от арабской деревни Тира. «Хагана» объявила, что он совершил побег и был убит арабами, но сторонники «Эцель» обвиняли в этом убийстве «Хагану».

## Литературное отображение
Лирический герой рассказа палестинского писателя, члена политбюро Народного фронта освобождения Палестины Гассана Канафани, с гордостью рассказывает о своём участии в «сражении с сионистами» на нефтеперегонном комбинате в Хайфе.